# Synagoge (Groß-Umstadt)

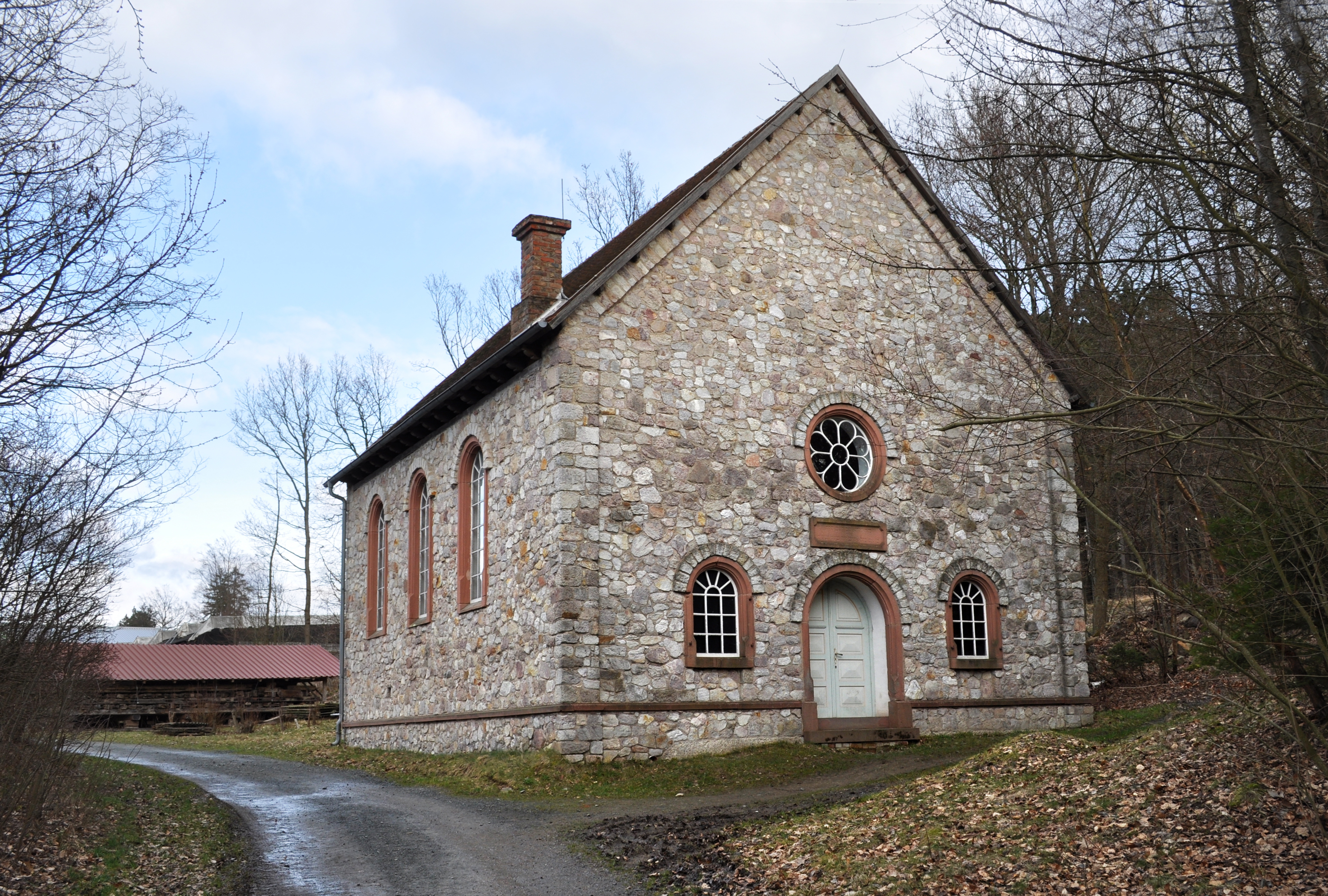
Synagoge aus Groß-Umstadt im Hessenpark

Die Synagoge aus Groß-Umstadt ist eine denkmalgeschützte profanierte Synagoge, die in den Hessenpark bei Neu-Anspach transloziert wurde und die seit 2012 als Museum zum Thema „jüdisches Leben im ländlichen Hessen“ und zur Geschichte des Synagoge genutzt wird.

## Geschichte

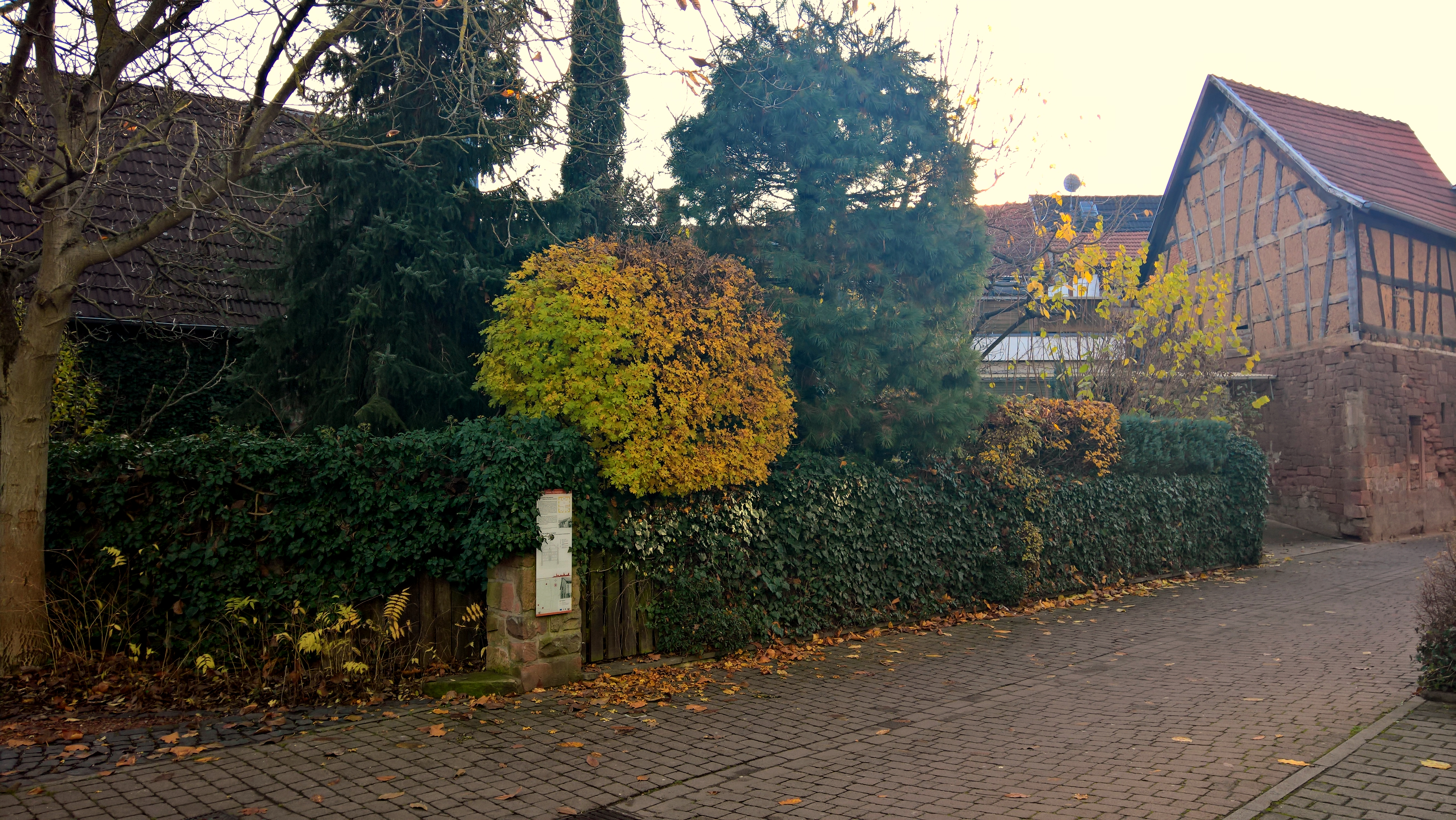
Ehemaliger Standort der Neuen Synagoge in Umstadt.

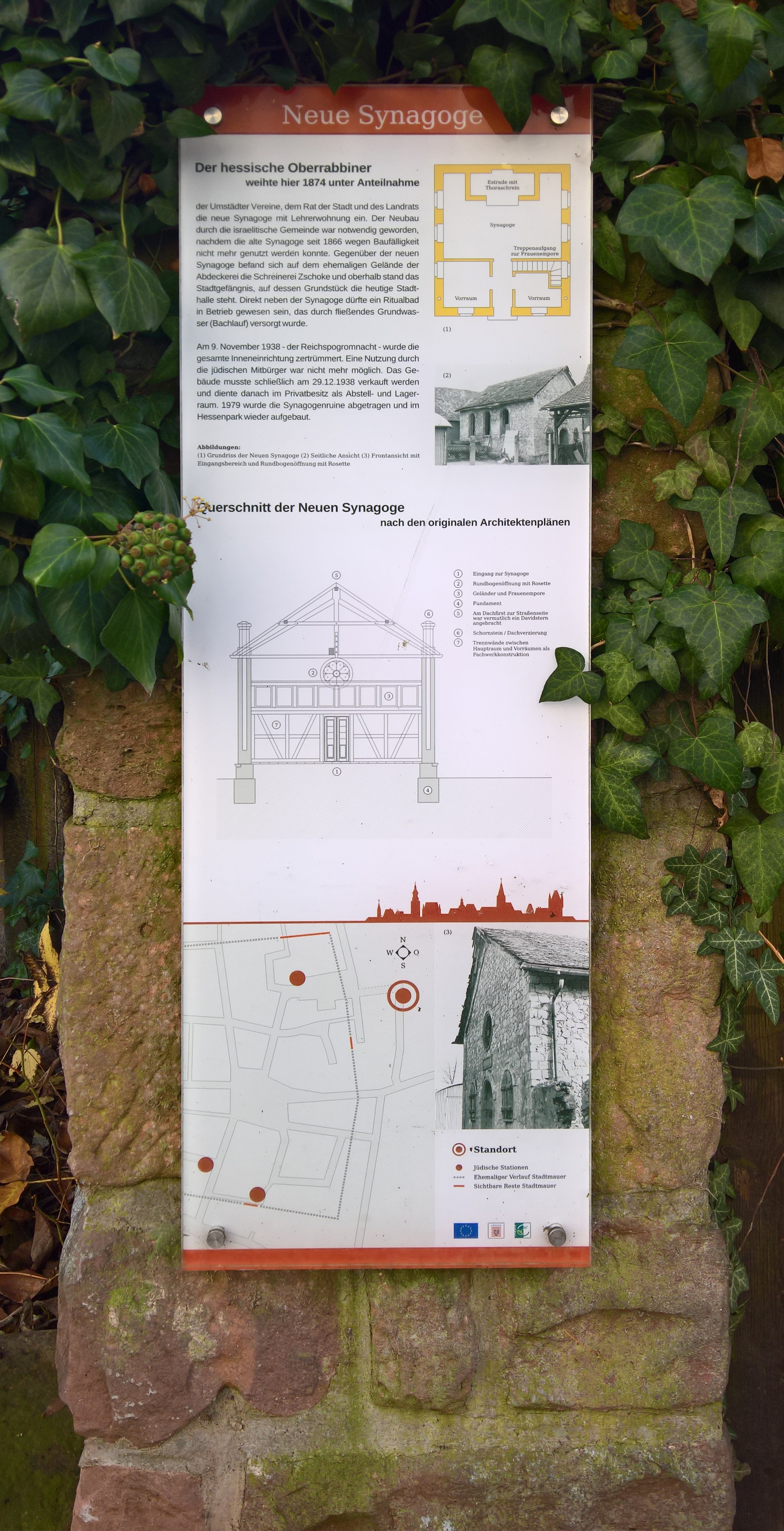
Die Hinweistafel zur Synagoge, deren Aufbau und Geschichte als Teil der Informationen im Stadtrundgang

In Groß-Umstadt wurden bereits im Jahre 1548 Juden als Einwohner genannt. Seit dem 16./18. Jahrhundert gab es eine jüdische Gemeinde. Im 17. Jahrhundert lebten drei bis fünf jüdische Familien in Groß-Umstadt, 1834 zählte man 44 jüdische Einwohner und 1861 69 (2,5 % von insgesamt 2741 Einwohnern), 1880 81 (2,8 % von 2844), 1905 87 (2,4 % von 3573), 1910 77 (2,0 % von 3743). Die Gemeinde verfügte über eine ältere Synagoge, die auch die Wohnung des Lehrers enthielt. Mehrere Versuche, im Hinblick auf die Zuwachs der Gemeinde und den Bauzustand des Hauses eine Synagoge neu zu bauen, scheiterten. 1866 war der Bauzustand so schlecht geworden, dass die alte Synagoge zusammenfiel und nicht mehr gerettet werden konnte.
Aufgrund des Geldmangels der Gemeinde wurde ein Spendenaufruf gestartet. Es dauerte jedoch mehrere Jahre, bis die Finanzierung für den Neubau gesichert war. Am 21. Mai 1874 wurde die neue Synagoge feierlich durch den Landesrabbiner eingeweiht. Das Gotteshaus hatte 45 Plätze für Männer. Frauenplätze waren auf der Empore.
Diese Synagoge war 1913 wieder in einem schlechten baulichen Zustand, da sie am Stadtrand auf sumpfigem Gelände errichtet worden war und sich Schwamm in den Mauern gebildet hatte.
Während der Novemberpogrome 1938 wurde die Synagoge verwüstet und die Torarolle auf dem Marktplatz verbrannt. Im Gegensatz zu vielen anderen Orten wurde nicht versucht, die Synagoge durch Brandstiftung zu zerstören, da der nationalsozialistische Bürgermeister im Nachbarhaus wohnte. Die jüdische Gemeinde wurde gezwungen, das Synagogengebäude Ende 1938 dem Bürgermeister zu verkaufen. Dieser nutzte das Gebäude als Lagerraum. Schon 1942 wohnte kein jüdischer Mitbürger mehr in Groß-Umstadt.
In den 1970er Jahren war das Gebäude baufällig. Der Besitzer (der Sohn des früheren Bürgermeisters) bot der Stadt an, das Haus zu kaufen. Die Stadt nahm dieses Angebot nicht an. Es bildete sich ein Bürgerverein, der das Haus mit Unterstützung der Stadt erwerben wollte. Um diesen Plan wurde  fünf Jahre gerungen; am Ende entschied sich die Stadt gegen einen Erwerb. Stattdessen übernahm der Hessenpark 1979 das Gebäude. Es wurde abgerissen und 1983 bis 1988 als erstes Gebäude der Baugruppe C – Südhessen im Hessenpark neu aufgebaut, allerdings nicht in den ursprünglichen Proportionen. Es befindet sich abseits der Besucherwege und wurde fast 30 Jahre als Lagerraum genutzt.

## Beschreibung
Das Gebäude ist ein massiver Bau aus unregelmäßigen Bruchsteinen auf einem fast quadratischen Grundriss mit einer Grundfläche von etwa 110 m². Das Satteldach ist mit Biberschwänzen gedeckt, die Seitenwände enthalten jeweils drei Rundbogenfenster mit einer oberen Einfassung aus Sandstein.
Man betritt das Gebäude im Erdgeschoss durch einen Vorraum. Rechts und links befinden sich zwei kleine Zimmer, gerade voraus der große Betraum. Der Toraschrein, in dem die Schriftrollen aufbewahrt werden, befindet sich an der Ostseite des Betraums. Die kleinen Zimmer dienten als Schulräume, Gemeindezimmer, Leseraum, Bibliothek und für das Morgengebet. Im Obergeschoss befindet sich die Frauenempore.
Zwei hebräische Inschriften befinden sich an der Außenseite. Über dem Eingang ist der hebräische Text aus Gen 28,17 :

„Wie Ehrfurcht gebietend ist diese Stätte, hier ist nichts anderes als das Haus Gottes, und hier ist die Pforte des Himmels“

und über dem ersten Fenster auf der rechten Seitenfassade der Text „Haus des Gebets Israel“ angebracht.

## Nutzung im Hessenpark

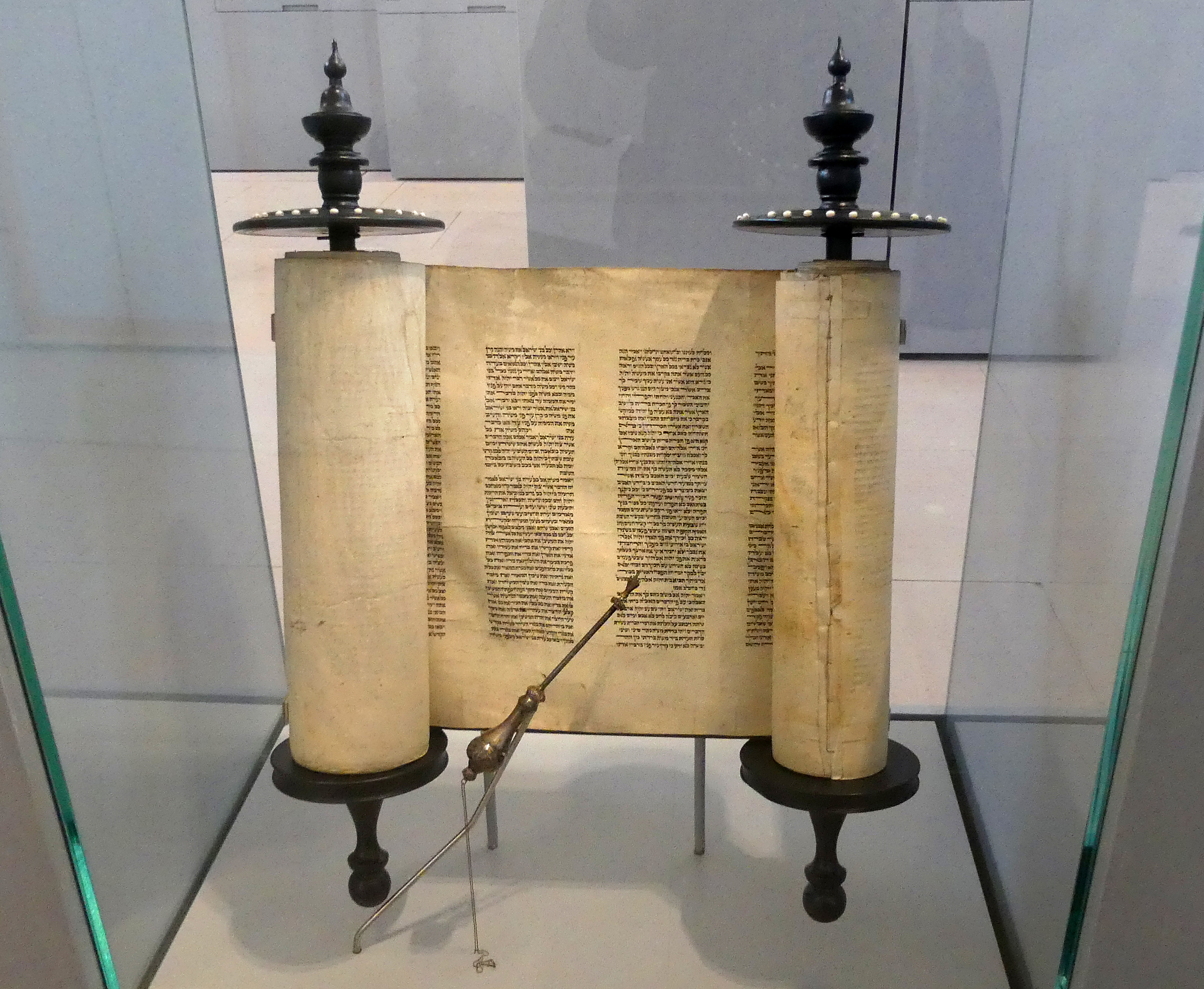
Eine Torarolle aus der Ausstellung in der Synagoge

In den fast sechs Jahren des Wiederaufbaus wurde das Gebäude mit viel zu großen Proportionen im Hessenpark errichtet. Ab 1988 wurde das Haus nur für interne Zwecke genutzt und war für das Publikum nicht geöffnet. Nach einer Sanierung wurde die Synagoge am 3. Mai 2012 feierlich als Ausstellungshaus geöffnet. Eine bewegende Ansprache zur Eröffnung hielt der einzige damals noch lebende jüdische Bürger mit Umstädter Wurzeln, der Rabbi Ernst M. Stein aus England. Mehr als achtzig Groß-Umstädter Bürger wohnten der Eröffnung bei. In Kooperation mit dem Jüdischen Museum Frankfurt am Main wurde auf 140 Quadratmetern eine mehrjährige Ausstellung zum Thema Jüdisches Leben im ländlichen Hessen und Geschichte des Synagogengebäudes gezeigt, die ab Mai 2016 in einer neu konzipierten Dauerausstellung wiedereröffnet wurde.
Die neue Ausstellung wurde vom Hessenpark in Kooperation mit dem Jüdischen Museum Frankfurt, dem Fritz Bauer Institut und dem Runden Tisch – Jüdisches Leben in Groß-Umstadt realisiert. Dabei wird im kleinen Vorraum der Synagoge eine Zusammenfassung des Themas Jüdisches Landleben gezeigt, in der vier jüdische Familien exemplarisch vorgestellt werden, deren Familienbiografien ab der Mitte des 19. Jahrhunderts rekonstruiert wurden. Auf der Empore befindet sich eine Dokumentation der vier großen südhessischen Landsynagogen in Dieburg, Zwingenberg, Groß-Umstadt und Michelstadt. Im Hauptraum werden die fünf Themen Jüdischer Glaube, Alltag, Jüdisches Erwerbsleben, Jüdische Kultur und die Bereiche Emanzipation, Integration und Verfolgung gezeigt. Die Ausstellung wurde nach modernen Gesichtspunkten und Methoden aufgebaut, die Infotische bieten u. a. Hörstationen, „Klappen zum Stöbern“, Schubladen zur „Vertiefung“, Blätterkästen und anderes mehr. Das begriffliche Entdecken und Verstehen soll dadurch angeregt werden.
Die Ausstellung von 2012 bis 2016 wurde danach der Stadt Groß-Umstadt vom Hessenpark überlassen und wird im Museum Gruberhof des Groß-Umstädter Museums- und Geschichtsvereins e. V. weiter gezeigt.

## Mahnmal in Groß-Umstadt
In Groß-Umstadt erinnert ein Mahnmal vor dem Darmstädter Schloss an das ehemalige Gebäude und dessen Schändung 1938. Der links eingesetzte Sandstein ist eine Nachbildung des hebräisch beschrifteten Portalsteins der ehemaligen Umstädter Synagoge. Übersetzt aus dem 1. Buch Mose 28,17: „Wie ehrfurchtgebietend ist dieser Ort. Hier ist nichts anderes als ein Gotteshaus, und dies ist die Pforte des Himmels.“ Auf der rechten Seite steht die Gedenkinschrift: „Zu Ehren unserer jüdischen Mitbürger und zur Erinnerung an die Synagoge, die 1874 erbaut und am 9. Nov. 1938 durch Rassenwahn entweiht wurde.“
Auf der Stele seitlich hinter dem Mahnmal sind die Namen aller ehemaligen jüdischen Mitbürger verzeichnet, die Pogromen und den Nürnberger Gesetzen zwischen 1933 und 1945 zum Opfer fielen und die bei der Aufstellung bekannt waren. Heute sind 45 Umstädter Bürger jüdischen Glaubens bekannt, die dem Naziterror und Antisemitismus zum Opfer gefallen sind. Ihrer wird nach und nach mit Stolpersteinen bei ihren letzten Wohnungen gedacht. 26 Stolpersteine wurden in Umstadt und im Stadtteil Klein-Umstadt bisher verlegt.

Erinnerung
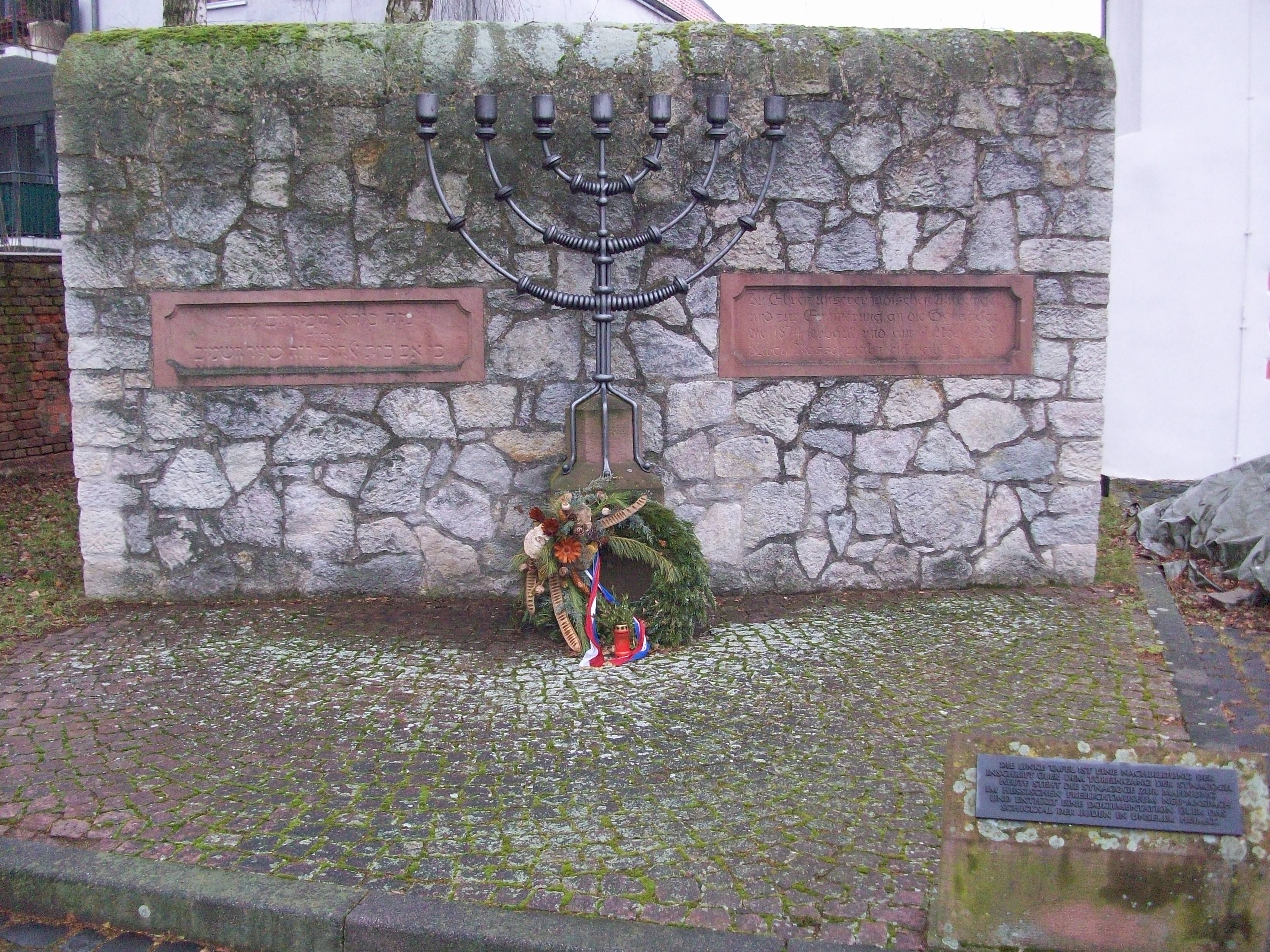
Mahnmal mit Menora zur Erinnerung an die alte Synagoge
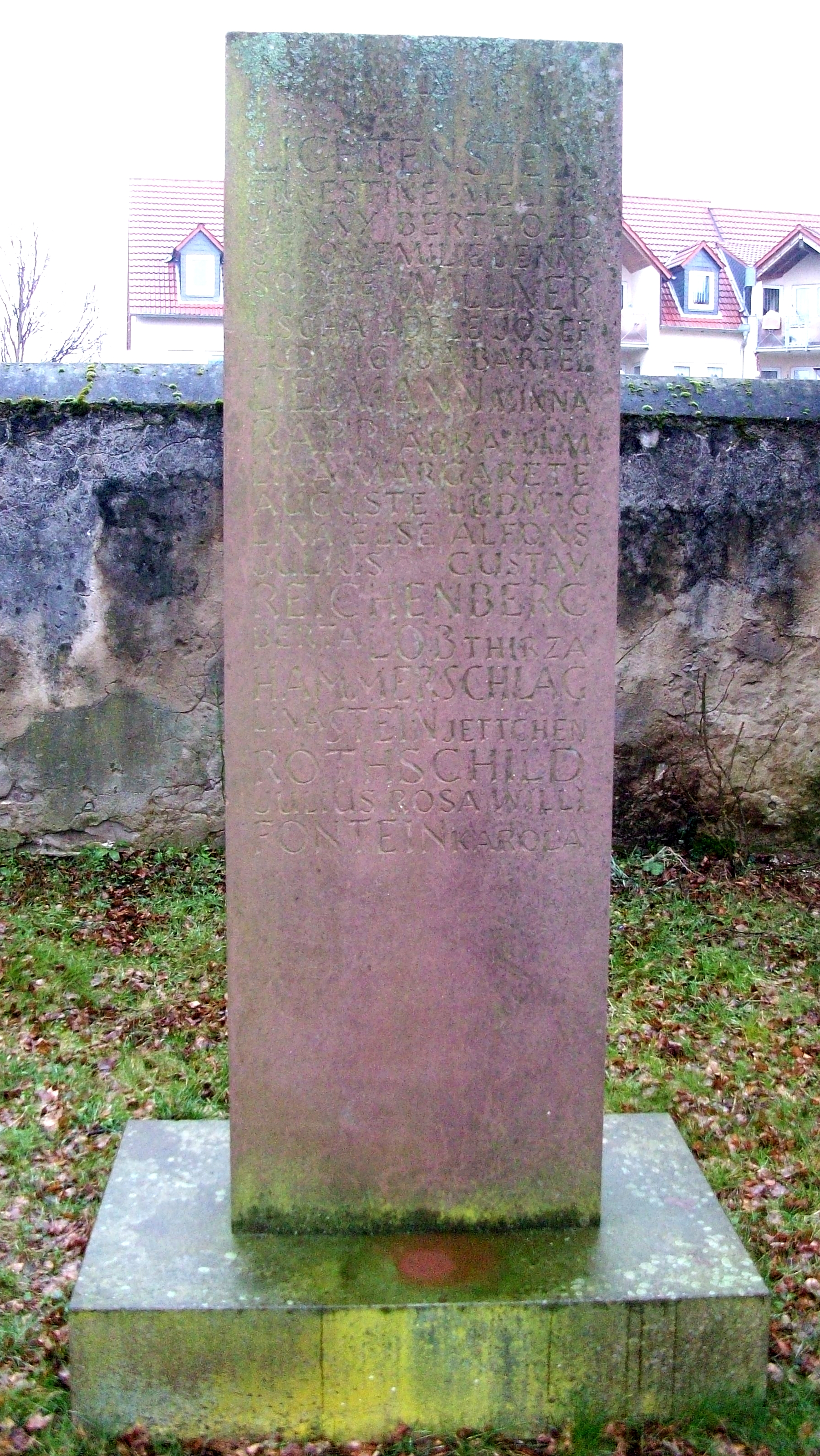
Gedenkstele mit den Namen aller Umstädter Juden, die während der Zeit des Nationalsozialismus ums Leben kamen.

Am ehemaligen Standort der Synagoge ist eine Informationstafel angebracht, ein Ziel des angebotenen Stadtrundganges durch das Zentrum Groß-Umstadts.
Der Runde Tisch Jüdisches Leben in Groß-Umstadt hatte zu einer Spendenaktion aufgerufen, um die Identifikation und Verbundenheit mit dem jüdischen Schul- und Bethaus als zentralen Ort der Erinnerung an die jüdische Landbevölkerung in Hessen und die Geschichte der jüdischen Gemeinde von Groß-Umstadt aufzuzeigen. Die Spendengelder wurden für die Recherchearbeit zur Geschichte und die technische Umsetzung der Dauerausstellung eingesetzt.